# Cybianthus amplus
Cybianthus amplus (Mez) G.Agostini – gatunek roślin z rodziny pierwiosnkowatych (Primulaceae). Występuje naturalnie w Kolumbii, Wenezueli, Gujanie, Gujanie Francuskiej, Peru oraz Brazylii (w stanach Acre, Amazonas, Pará, Bahia, Maranhão, Mato Grosso i Espírito Santo). 

## Morfologia
PokrójZimozielone drzewo lub krzew. Dorastające do 7 m wysokości.
LiścieUlistnienie naprzemianległe. Blaszka liściowa ma eliptyczny lub odwrotnie jajowaty kształt, ostrokątną nasadę i spiczasty wierzchołek.
KwiatyZebrane w gronach. Mają działki kielicha o zaokrąglonym kształcie.

## Biologia i ekologia
Rośnie w lasach, na wysokości do 1100 m n.p.m.